# Leichtathletik-Halleneuropameisterschaften 2021/Teilnehmer (Estland)
| Gelbes Symbol für Goldmedaillen mit stilisierten Olympischen Ringen | Graues Symbol für Silbermedaillen mit stilisierten Olympischen Ringen | Braundes Symbol für Bronzemedaillen mit stilisierten Olympischen Ringen |
| ------------------------------------------------------------------- | --------------------------------------------------------------------- | ----------------------------------------------------------------------- |
| —                                                                   | —                                                                     | —                                                                       |

Aus Estland starteten drei Athletinnen und vier Athleten bei den Leichtathletik-Halleneuropameisterschaften 2021 in Toruń.

## Ergebnisse

### Frauen

#### Laufdisziplinen
| Athletin      | Disziplin   | Vorlauf | Vorlauf | Halbfinale         | Halbfinale         | Finale             | Finale             |
| Athletin      | Disziplin   | Zeit    | Platz   | Zeit               | Platz              | Zeit               | Platz              |
| ------------- | ----------- | ------- | ------- | ------------------ | ------------------ | ------------------ | ------------------ |
| Diana Suumann | 60 m Hürden | 8,27 s  | 33      | nicht qualifiziert | nicht qualifiziert | nicht qualifiziert | nicht qualifiziert |
| Kreete Verlin | 60 m Hürden | 8,24 s  | 29      | nicht qualifiziert | nicht qualifiziert | nicht qualifiziert | nicht qualifiziert |

#### Sprung/Wurf
| Athletin      | Disziplin   | Qualifikation | Qualifikation | Finale             | Finale             |
| Athletin      | Disziplin   | Weite         | Platz         | Weite              | Platz              |
| ------------- | ----------- | ------------- | ------------- | ------------------ | ------------------ |
| Lilian Turban | Kugelstoßen | 1,87 m =PB    | 17            | nicht qualifiziert | nicht qualifiziert |

### Männer

#### Laufdisziplinen
| Athlet            | Disziplin   | Vorlauf | Vorlauf | Halbfinale         | Halbfinale         | Finale             | Finale             |
| Athlet            | Disziplin   | Zeit    | Platz   | Zeit               | Platz              | Zeit               | Platz              |
| ----------------- | ----------- | ------- | ------- | ------------------ | ------------------ | ------------------ | ------------------ |
| Karl Erik Nazarov | 60 m        | 6,67 s  | 8       | 6,62 s             | 6                  | 6,67 s             | 7                  |
| Tony Nõu          | 400 m       | 48,42 s | 44      | nicht qualifiziert | nicht qualifiziert | nicht qualifiziert | nicht qualifiziert |
| Keiso Pedriks     | 60 m Hürden | 7,79 s  | 14      | 7,93 s             | 23                 | nicht qualifiziert | nicht qualifiziert |

#### Siebenkampf
| Athlet          | Disziplin | 60 m   | Weitsprung | Kugelstoßen | Hochsprung | 60 m Hürden | Stabhochsprung | 1000 m      | Punkte | Platz |
| --------------- | --------- | ------ | ---------- | ----------- | ---------- | ----------- | -------------- | ----------- | ------ | ----- |
| Risto Lillemets | Ergebnis  | 7,04 s | 7,28 m =PB | 14,50 m SB  | 2,04 m     | 8,09 s      | 5,00 m         | 2:43,21 min | 6055   | 5     |
| Risto Lillemets | Punkte    | 868    | 881        | 759         | 840        | 959         | 910            | 838         | 6055   | 5     |